# John Fiske (filozof)

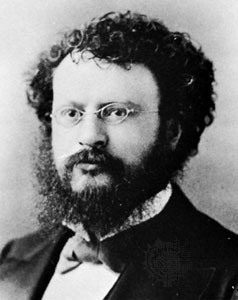
John Fiske

John Fiske (prawdziwe nazwisko: Edmund Fisk Green, ur. 1842, zm. 1901) – amerykański filozof i historyk.
Na jego poglądy filozoficzne duży wpływ miały prace Herberta Spencera, szczególnie jego spojrzenie na ewolucję. Fiske wierzył w wyższość rasy anglosaskiej jako produktu selekcji naturalnej (darwinizm społeczny). Dowodem na ową wyższość według Fiskego miał być fakt anglosaskiego panowania nad jedną trzecią globu i niesienie przez nich postępu i demokracji. 
John Fiske pracował również jako prawnik.

## Niektóre ważniejsze publikacje
- The Unseen World and other essays (wersja cyfrowa)
- Outlines of Cosmic Philosophy
- The Discovery of America
- American Political Ideas Viewed from the Standpoint of Universal History
- The Beginnings of New England Or the Puritan Theocracy in its Relations to Civil and Religious Liberty